# Sytske Sötemann
Sytske Sötemann (Amsterdam, 14 juni 1947) is een Nederlands vertaalster.

## Biografie
Sötemann is een dochter van hoogleraar Nederlandse letterkunde Guus Sötemann (1920-2002) en Ida van Pesch (1922-2004). Ze studeerde cultureel werk aan de Sociale Academie en was werkzaam in de sociale sector. In 1986 begon zij aan de studie MO-B Turks, daarna Turks bij de Vakgroep Talen en Culturen van het Islamitische Midden-Oosten van de Universiteit Leiden, waar zij in 1997 haar doctoraalstudie afrondde. In september 2004 promoveerde zij op Yahya Kemal Beyatlı - Turkse poëzie in de vroege twintigste eeuw. Vanaf 1994 vertaalt zij Turkse poëzie.

### Eigen werk
- Drie dichterlijke wegen op het breukvlak van Osmaans sultanaat en Turkse republiek. [Z.p.], 1997 (doctoraalscriptie).
- Yahya Kemal Beyatlı. Turkse poëzie in de vroege twintigste eeuw. Een analyse. [Z.p.], 2004 (proefschrift).
- Babylon. De 168 talen van Rotterdam. Rotterdam, 2009.

### Vertalingen
- Reisgenoten & wijnschenkers. Osmaanse poëzie. Samengesteld door Sytske Sötemann, Jan Schmidt en Sander de Groot. Amsterdam, Uitgeverij Jurgen Maas, 2014. ISBN 978-94-91921-02-5
- Moderne Turkse poëzie. Mehmet Emin Yıldırım, Sytske Sötemann en Mehmet Çetin (samenst.). Amsterdam, Atlas, 2010. ISBN 978-90-450-0222-4
- Nâzim Hikmet, Het epos van sjeik Bedreddin, zoon van de kadi te Simavne. Rotterdam, [2005]. ISBN 90-808804-7-7

- Bibliothèque nationale de France: cb14601431c (data)
- Gemeinsame Normdatei: 173735584
- International Standard Name Identifier: 0000 0000 5959 4465
- Library of Congress Control Number: n2009028345
- Nederlandse Thesaurus van Auteursnamen: 212955098
- Virtual International Authority File: 59334790
- WorldCat: E39PBJppyt8CJKHJqpKKdrYByd